# Râul Capra, Argeș
Râul Capra este unul din cele două brațe care formează Râul Argeș. Izvorăște din lacurile glaciare Capra și Căprița, situate sub Vârful Vânătarea lui Buteanu, Munții Făgăraș.

## Hărți
- Harta Județul Argeș
- Munții Făgăraș  Arhivat în 8 septembrie 2013, la Wayback Machine.
- Alpinet - Munții Făgăraș